# Драгиња Милеуснић
Драгиња Милеуснић (Краљево, 10. новембар 1979) српска је глумица.

## Филмографија
| Год.       | Назив                  | Улога                             |
| ---------- | ---------------------- | --------------------------------- |
| 2004.      | Миле против транзиције | Медицинска сестра                 |
| 2007.      | Маска                  | Слушкиња                          |
| 2009.      | Мансарда               |                                   |
| 2013.      | Црвени снег            | Сељанка                           |
| 2013.      | Звездара               | Тара                              |
| 2015.      | Небо изнад нас         | Глумица позоришта „Душко Радовић“ |
| 2015.      | Улица липа             | Александра                        |
| 2016—2018. | Убице мог оца          | Медицинска сестра                 |
| 2017.      | Пси лају, ветар носи   | Репортерка                        |
| 2017.      | Сумњива лица           | Конобарица                        |
| 2018.      | Шифра Деспот           | Докторка гинекологије             |
| 2018.      | Војна академија        | Плави везиста                     |
| 2018—2019. | Ургентни центар        | Божена Павасовић                  |
| 2019.      | Пси умиру сами         | Милица                            |
| 2019.      | Синђелићи              | Тужилац                           |